# Jean-Alain Boumsong
Jean-Alain Boumsong (Douala, 14 december 1979) is een gewezen Frans betaald voetballer van Kameroense origine die bij voorkeur in de verdediging speelde. Hij tekende in juli 2010 een driejarig contract bij Panathinaikos FC, dat hem overnam van Olympique Lyonnais. In 2003 debuteerde hij in het Frans voetbalelftal. Eerder speelde Boumsong voor Le Havre AC, AJ Auxerre, Glasgow Rangers, Newcastle United FC en Juventus FC. Hij beëindigde zijn loopbaan in 2014.

## Clubvoetbal
Zijn loopbaan startte Boumsong bij Le Havre, voordat hij naar AJ Auxerre verhuisde. In 2004 haalde coach Alex McLeish hem naar zijn club Glasgow Rangers waar Boumsong tekende voor vijf jaar. Halverwege het seizoen 2004/2005 deed Newcastle United een bod van €14 miljoen op de Fransman, Rangers accepteerde dit bedrag waardoor Boumsong in januari 2005 ging spelen in de Premier League. Bij 'The Magpies' tekende hij voor 5 1/2 jaar. De fans van Newcastle twijfelden echter of Boumsong wel zoveel geld waard is. In 2006 maakte hij voor minder dan de helft van dat bedrag (€4,8 miljoen) de overstap naar het gedegradeerde Juventus. In de winter van 2008 verliet hij Juventus voor de Franse landskampioen Olympique Lyonnais.

## Interlands

### Frankrijk
In 2003 maakte Boumsong zijn debuut voor Frankrijk tegen Japan. Hij nam deel aan Euro 2004, het WK 2006 en het EK 2008.

## Clubstatistieken
| Seizoen                    | Land                       | Club                       | Competitie              | Duels | Goals |
| -------------------------- | -------------------------- | -------------------------- | ----------------------- | ----- | ----- |
| 1997/98                    | Vlag van Frankrijk         | Le Havre AC                | Ligue 1                 | 1     | 0     |
| 1998/99                    | Vlag van Frankrijk         | Le Havre AC                | Ligue 1                 | 18    | 1     |
| 1999/00                    | Vlag van Frankrijk         | Le Havre AC                | Ligue 1                 | 23    | 0     |
| 2000/01                    | Vlag van Frankrijk         | AJ Auxerre                 | Ligue 1                 | 32    | 0     |
| 2001/02                    | Vlag van Frankrijk         | AJ Auxerre                 | Ligue 1                 | 34    | 1     |
| 2002/03                    | Vlag van Frankrijk         | AJ Auxerre                 | Ligue 1                 | 33    | 1     |
| 2003/04                    | Vlag van Frankrijk         | AJ Auxerre                 | Ligue 1                 | 32    | 1     |
| 2004/05                    | Vlag van Schotland         | Glasgow Rangers            | Scottish Premier League | 18    | 2     |
|                            | Vlag van Engeland          | Newcastle United FC        | Premier League          | 14    | 0     |
| 2005/06                    | Vlag van Engeland          | Newcastle United FC        | Premier League          | 33    | 0     |
| 2006/07                    | Vlag van Italië            | Juventus FC                | Serie B                 | 33    | 2     |
| 2007/08                    | Vlag van Italië            | Juventus FC                | Serie A                 | 0     | 0     |
|                            | Vlag van Frankrijk         | Olympique Lyon             | Ligue 1                 | 8     | 0     |
| 2008/09                    | Vlag van Frankrijk         | Olympique Lyon             | Ligue 1                 | 32    | 1     |
| 2009/10                    | Vlag van Frankrijk         | Olympique Lyon             | Ligue 1                 | 20    | 1     |
| 2010/11                    | Vlag van Griekenland       | Panathinaikos FC           | Super League            | 25    | 1     |
| 2011/12                    | Vlag van Griekenland       | Panathinaikos FC           | Super League            | 23    | 3     |
| 2012/13                    | Vlag van Griekenland       | Panathinaikos FC           | Super League            | 14    | 1     |
| Bijgewerkt tot 13 mei 2017 | Bijgewerkt tot 13 mei 2017 | Bijgewerkt tot 13 mei 2017 | Totaal                  | 392   | 15    |

## Erelijst

### Met clubteams
- Landskampioen Schotland: 2005 (Glasgow Rangers)
- Kampioenschap Serie B: 2007 (Juventus)
- Landskampioen Frankrijk: 2008 (Olympique Lyonnais)
- Franse Beker: 2003 (AJ Auxerre), 2008 (Olympique Lyonnais)

### Met Frankrijk
- Confederations Cup: 2003
- Verliezend WK-finalist: 2006

## Privé
Naast Jean-Alain zitten er meer talentvolle voetballers zijn familie:
- Yannick Boumsong (broertje), voetballer van onder meer CSKA Sofia en AJ Auxerre.
- David N'Gog (neef), voetballer van onder meer Paris Saint-Germain en Liverpool FC.